# Бувельмон
Бувельмо́н (фр. Bouvellemont) — коммуна во Франции, находится в регионе Шампань — Арденны. Департамент — Арденны. Входит в состав кантона Омон. Округ коммуны — Шарлевиль-Мезьер.
Код INSEE коммуны — 08080.
Коммуна расположена приблизительно в 190 км к северо-востоку от Парижа, в 75 км севернее Шалон-ан-Шампани, в 22 км к югу от Шарлевиль-Мезьера.

## Население
Население коммуны на 2008 год составляло 96 человек.
| 1962 | 1968 | 1975 | 1982 | 1990 | 1999 | 2008 |
| ---- | ---- | ---- | ---- | ---- | ---- | ---- |
| 80   | 88   | 94   | 83   | 97   | 78   | 96   |

## Экономика
В 2007 году среди 62 человек в трудоспособном возрасте (15—64 лет) 47 были экономически активными, 15 — неактивными (показатель активности — 75,8 %, в 1999 году было 66,0 %). Из 47 активных работали 44 человека (22 мужчины и 22 женщины), безработных было 3 (1 мужчина и 2 женщины). Среди 15 неактивных 1 человек был учеником или студентом, 10 — пенсионерами, 4 были неактивными по другим причинам.

## Фотогалерея
- Въезд в Бувельмон
- Бувельмон; дорога к Шаньи
- Церковь Сен-Венсан-э-Поль
- Мэрия и водонапорная башня